# Remitent de vídeo
Un remitent de vídeo (també conegut com a DigiSender, remitent de vídeo sense fils, remitent AV o remitent d'àudio-vídeo) és un dispositiu per transmetre senyals domèstics d'àudio i vídeo wirelesslysense fils d'una ubicació a una altra. S’utilitza més comunament per enviar la sortida d'un dispositiu font, com ara un descodificador de televisió per satèl·lit, a un televisior d'una altra part de la propietat i proporciona una alternativa a les instal·lacions per cable
Existeix una àmplia gamma de tecnologies d'enviament de vídeo, incloent sense fils (analogue) (radiofònic), digital sense fil (espectre estès, Wi-Fi, ultra-wideband) i digital wired (comunicació de línia d'alimentació) També existeixen altres tecnologies, menys habituals, com les que utilitzen xarxes Ethernet existents

## Visió general
Les aplicacions típiques de remitents de vídeo inclouen la transmissió de senyals d'àudio i vídeo de televisió des d'un saló a un dormitori o des d'una càmera de circuit tancat de televisió a una pantalla, a més d'aparells d'interconnexió amb requisits d'àudio, vídeo i IP (protocol d'Internet).IP (Protocol d'Internet).
La majoria dels sistemes emissors de vídeo constaran de tres components separats, transmissor, un auricular i un relè de control remot (també conegut com a ull màgic o IR blaster). L'emissor és responsable de transmetre o emetre un dispositiu d'àudio-vídeo connectat, mentre que el receptor emet un senyal d'àudio-vídeo a un televisor connectat. El relé del control remot permet que els comandaments a distància infrarojos facin funcionar l'equip de la qual es transmet la sortida.
Com que els estàndards de connectivitat han canviat al mercat de la televisió i l'àudio-vídeo, també ho han fet al mercat dels emissors de vídeo, amb models anteriors que normalment contenen vídeo SCART i/o composts de vídeo i els models més nous que presenten HDMI com el seu mitjà clau de connexió a equipament amfitrió.

## Analògic sense fil
Els emissors de vídeo analògics tenen l'avantatge de baixos costos de fabricació, ja que els senyals d'àudio i vídeo es modulen simplement en un portador a 2,4 GHz o 5,8 GHz. Tanmateix, tenen l'efecte advers de provocar un ample de banda reduït a les xarxes Wi-Fi locals i, en alguns casos, les xarxes Wi-Fi poden causar interferències d'imatges al senyal del remitent de vídeo. Podeu trobar més informació a l'article sobre interferències electromagnètiques a 2,4 GHz. Per evitar-ho, alguns emissors de vídeo ara utilitzen una tecnologia d'espectre ampli i poden coexistir amb xarxes sense fils i compartir l'amplada de banda disponible
Normalment hi ha quatre canals de transmissió FM, A, B, C & D, amb àudio estèreo a 6.0 MHz i 6,5 S'han afegit subportadores de MHz FM a la banda base de vídeo compost. Aquests diferents canals sovint es poden utilitzar per superar els efectes adversos de les xarxes WiFi properes.
El canal de control remot invers es sol fixar a 433,92 MHz, utilitzant qualsevol modulació que es faci a la "portadora" remota IR de 34 kHz a 45 kHz. Els esquemes ASK / OOK com RC5 i RC6 funcionen millor a través de l'enllaç RF ja que el receptor utilitza un tallador de dades i un AGC dissenyat per ASK / OOK amb.codificació Manchester.
Els emissors de vídeo sense fils analògics poden assolir distàncies operatives típiques de fins a 60 metres (línia de visió clara) amb resolució de vídeo de qualitat DVD (720x576) resolució de vídeo i àudio estèreo.

## Digital sense fil
Els emissors de vídeo digitals s’estan convertint ràpidament en la solució més popular i combinen l'ús d'un sistema amb xip (utilitzat per a la codificació / descodificació d'àudio i vídeo) amb un mitjà per transmetre el senyal, com ara espectre estès, Wi-Fi i banda ultra ampla. .
Els primers models de remitents de vídeo digital normalment es transmeten en qualitat de DVD, però els models més recents són capaços d'aconseguir resolucions d' alta definició de 720p i 1080p.

### Espectre estès
Les tècniques d'espectre estès són mètodes mitjançant els quals un senyal s’estén deliberadament al domini de la freqüència, donant lloc a un senyal amb un ample de banda més ampli. Dins del mercat dels emissors de vídeo, aquestes tècniques permeten transmetre un senyal sense fils amb moltes menys possibilitats d'interferència de les xarxes Wi-Fi locals i cap a elles.
No és estrany que diverses xarxes Wi-Fi estiguin dins de l'abast d'una llar típica i, per tant, els remitents de vídeo basats en espectre ampli solen ser la millor solució per transmetre senyals d'àudio i vídeo en aquest entorn sense fil ple de gent.
Alguns fabricants utilitzen tècniques propietàries d'espectre estès que permeten un rang operatiu típic de fins a 80 metres a l'edifici. Mitjançant l'ús d'antenes muntades externament, s’han aconseguit rangs operatius superiors als 2.000 metres (línia de visió clara) i diversos models d'aquest tipus es venen amb la marca Digi-Sender.

### Wi-Fi
Els emissors de vídeo que funcionen en xarxes Wi-Fi existents s’han desenvolupat recentment i proporcionen un altre mètode lliure d'interferències per transmetre àudio i vídeo. L'amplada de banda a la xarxa Wi-Fi es compartirà entre el remitent de vídeo i tots els altres dispositius connectats, cosa que pot causar problemes quan s'utilitza amb tecnologies de xarxa antigues, però això no és un problema amb les tecnologies 802.11n i 802.11ac més recents, ja que l'ample de banda disponible és tan alt. A causa del fet que funcionen a la xarxa Wi-Fi local, el seu abast és limitat, tot i que els remitents de vídeo basats en Wi-Fi també permeten incloure altres tecnologies interessants. Aquestes inclouen tecnologies que permeten la rèplica de pantalla de dispositius mòbils, com Miracast i Airplay, així com funcions de transmissió de mitjans de comunicació com DLNA.

### Ultra-wideband
La banda ultra ampla és una tecnologia per transmetre informació repartida en un gran ample de banda (> 500 MHz) i s'utilitza generalment per a aplicacions de curt abast (normalment 10 metres o menys) on cal un enllaç simple des del dispositiu font a un monitor o televisor. Com a tal, generalment no és adequat per a aplicacions de remitents de vídeo que requerissin d'enviar un senyal a una altra sala.

## Amb cable digital
Actualment existeixen diverses tecnologies de remitent de vídeo, com ara la comunicació de línia elèctrica i HDBaseT que fan ús de les xarxes existents, proporcionant una solució remitent de vídeo per cable per distribuir connectivitat d'àudio, vídeo i Internet a casa.

### Comunicació per línia elèctrica
Els emissors de vídeo que fan servir la comunicació de línia elèctrica fan ús dels circuits existents d'energia elèctrica per enviar els senyals d'àudio i vídeo. Això proporciona avantatges similars a un remitent de vídeo sense fils, és a dir, no hi ha cap cablejat addicional, així com la possibilitat de transmetre en resolucions d'alta definició i fins i tot d'alta definició.

### HDBaseT
El 2010 es va llançar un nou estàndard per a aplicacions cablejades anomenat HDBaseT, una tecnologia de connectivitat comercial i electrònica de consum (CE) per a la transmissió de vídeo d'alta definició (HD) sense comprimir, àudio, alimentació, xarxes domèstiques, Ethernet, USB i alguns senyals de control, mitjançant un cable de categoria comú (Cat5e o superior) amb un connector estàndard (RJ45).

## Legalitat
Hi ha diversos problemes relacionats amb la legalitat dels emissors de vídeo. La primera és la forma en què es transmet el senyal i la segona es refereix al contingut de drets d'autor del material que es transmet, com ara DVD i programes de TV.

### Transmetent per ràdio a casa
La transmissió de senyals sense fils requereix que el producte es provi segons els estàndards pertinents per a l'exempció de llicències sense fils, generalment aquests productes es limiten a 100 mW (10 mW al Regne Unit) i per als models de major potència, que s’utilitzen generalment a la indústria de la radiodifusió, cal una llicència. Si l'emissió es fa a través de LAN o mitjançant tecnologies IP similars, com ara Internet, l'ús de tecnologia de transmissió no requereix una llicència. El regulador és la Federal Communications Commission (FCC) dels Estats Units, responsable de l'ús eficient de l'amplada de banda de ràdio.

### Material del programa amb drets d'autor
És possible que un subscriptor vulgui distribuir TV a altres televisors de la casa i sempre que el propietari tingui una llicència de TV, no hi ha límit de nombre de televisors que puguin mostrar el mateix senyal. La manera com el subscriptor tria distribuir els seus senyals de televisió a casa seva canvia constantment. Amb un nombre creixent de pantalles de televisió a casa i la necessitat d'una resolució més gran, les opcions continuen creixent. Es permet als usuaris distribuir material de drets d'autor sempre que el subscriptor o la propietat dels subscriptors la visualitzi. En general, la transmissió de material amb drets d'autor (que s'aplica a gairebé tots els canals d'emissió) per a la visualització dels membres del públic és il·legal. Hi ha hagut diversos casos de proves en què la retransmissió de canals de subscripció i els canals fora d'aire a subscriptors o públicament s’ha declarat il·legal .

### Aplicació
Les agències responsables de l'aplicació dels equips de telegrafia sense fils són les següents:
Regne Unit https://www.ofcom.org.uk/spectrum
EUA La Federal Communications Commission (FCC) regula les comunicacions interestatals i internacionals per ràdio, televisió, cable, satèl·lit i cable. www.fcc.gov/
Alemanya BUNDESNETZAGENTUR http://www.bundesnetzagentur.de/